# Adela reaumurella

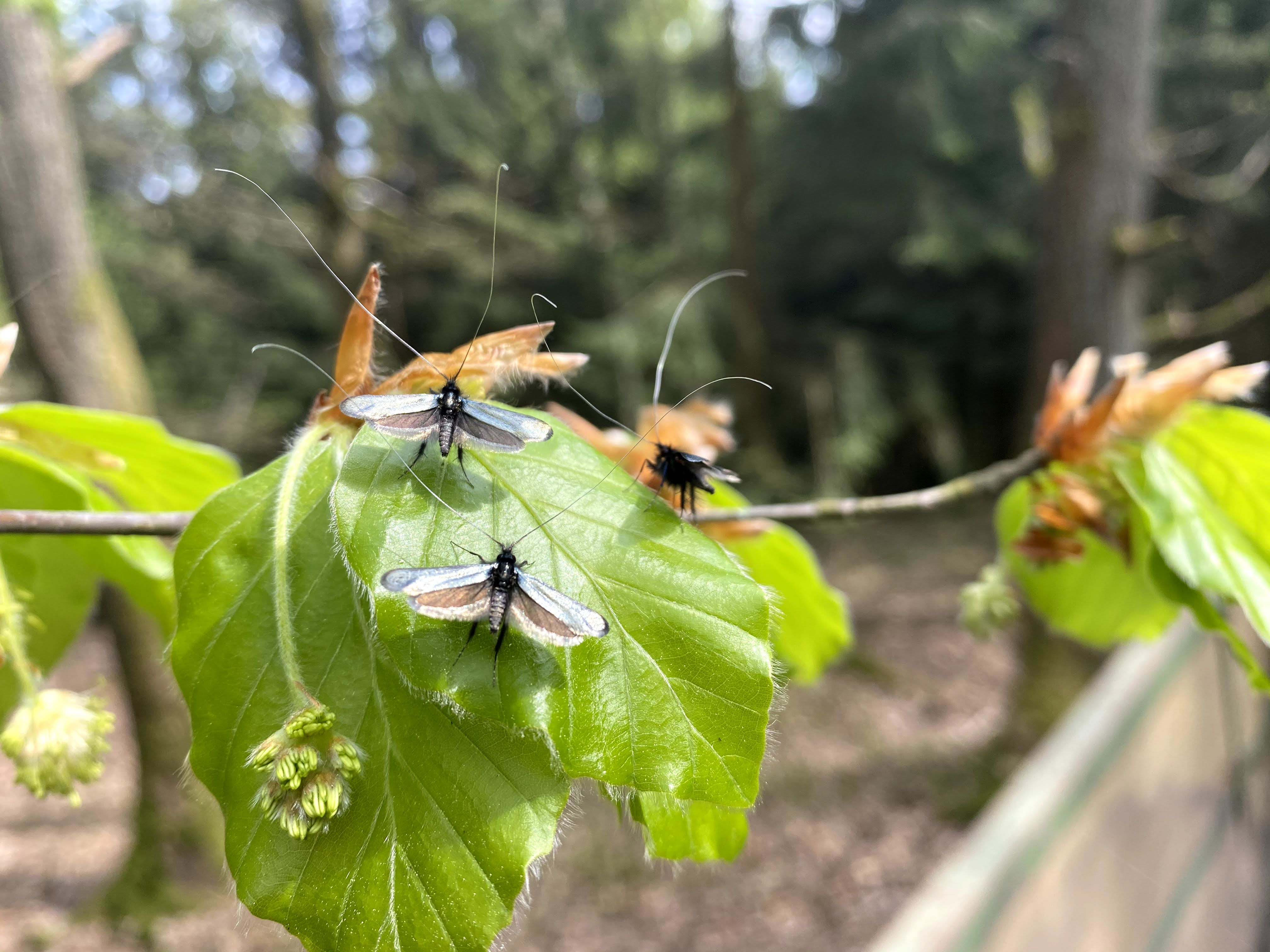
Gruppe von Männchen

Adela reaumurella, auch als Grüner Langfühler bekannt, ist ein tagaktiver Schmetterling aus der Familie der Langhornmotten (Adelidae) und in Mitteleuropa die am häufigsten anzutreffende Adelidenart.

## Merkmale
Die Falter erreichen eine Flügelspannweite von 14 bis 18 Millimetern. Die Männchen haben lange, weißliche Fühler, die etwa dreimal so lang wie die Flügel sind. Bei den Weibchen sind sie deutlich kürzer und erreichen etwa die 1,5-fache Flügellänge. Die Vorderflügel beider Geschlechter sind bronzefarben oder metallisch grün. Die Hinterflügel sind schwarz und glänzen violett.
Die Raupen sind gelblich und haben einen dunkelbraunen Nackenschild.

## Verbreitung
Adela reaumurella ist im südlichen Nordeuropa, von Westeuropa durch Mittel- bis Osteuropa verbreitet. Im Süden kommt die Art bis Sizilien und Anatolien vor, auf der Iberischen Halbinsel fehlt sie. In Asien reicht das Verbreitungsgebiet bis Japan.

## Biologie
Die Angaben über die Flugzeiten der Falter reichen von Ende März bis Juni. Die Männchen bilden an besonnten Waldrändern Schwärme von bis zu 30 Exemplaren, die Äste von Buchen (Fagus), Eichen (Quercus), Ahorn (Acer), Eschen (Fraxinus) und anderen Laubbäumen umtänzeln. Dabei werden Blätter und Zweige von der unteren Region bis in die Wipfelregion umflogen. Während des Fluges sind die langen Fühler steil nach oben und hinten gerichtet. Die Weibchen schwärmen nicht, sondern leben versteckt in der Strauchschicht. Die Falter paaren sich im Flug, wenn ein Weibchen einen Schwarm Männchen anfliegt. Der gemeinsame Flug während der Kopulation ist nur von kurzer Dauer, anschließend lassen sich die Falter in der Bodenvegetation nieder. 
Die Raupen leben im Frühjahr in der Streuschicht in einem aus welken Blattbestandteilen gefertigten, braunen Sack, wo sie sich nach der Überwinterung auch verpuppen. Der Raupensack ist lang und schmal, bikonvex gewölbt und birnenförmig. Die Raupen ernähren sich sowohl von totem als auch von lebendem Blattmaterial, das hauptsächlich von Buchen und Eichen sowie von verschiedenen anderen Laubhölzern stammt.

## Systematik
Aus der Literatur sind folgende Synonyme bekannt:
- Phalaena reaumurella Linnaeus, 1758
- Phalaena viridella Scopoli, 1763